# Cazul Ciorogârla
În luna ianuarie 2009 la Ciorogârla s-a produs o spargere a unui depozit de arme, caz intens mediatizat în presa din România.
În urma cercetărilor au fost găsite toate armele furate. Aceste arme urmau să fie folosite în cadrul traficului de droguri. Ancheta s-a finalizat cu condamnarea inculpaților la pedepse privative de libertate pe durate între 6 luni și 15 ani și confiscarea unor bunuri rezultate din activitatea infracțională.

## Constatarea spargerii
În data de 28 ianuarie 2009 în jurul orei 12 a fost constatată spargerea lacătelor de la depozitul de arme de infanterie al unității militare 01916. Depozitul aparține batalionului de asigurare materiala al Forțelor Aeriene, respectiv Brigăzii nr.1 Rachete sol-aer. Inițial purtătorul de cuvânt al MApN a anunțat doar ruperea unui sigiliu, însă în urma inventarului s-a constatat lipsa a cel puțin 55 de arme, din care 15 pistoale-mitralieră de tip AKM-47 cu pat rabatabil, o mitralieră cu afet PKS 9 pistoale de tip Carpați și cca. 30 pistoale de instrucție de tip TT, câteva baionete și câteva binocluri, însă nu și muniție, deoarece aceasta nu se depozitează în același loc cu armele. Se considera că furtul a putut avea loc și cu câtva timp în urmă, ultima verificare a depozitului având loc în urmă cu două săptămâni.
Paza depozitului era asigurată de soldații unității respective, conform regulamentelor, însă se afirma că santinelele erau dotate doar cu cartușe de manevră.
În final, ancheta DIICOT a stabilit că s-au furat de fapt 62 de arme de foc: o mitralieră de companie, pistoale mitralieră, pistoale model TT, pistoale model Cugir și pistoale model Carpați.

## Desfășurarea cercetărilor

### Măsuri imdediate
MApN a instituit o comisie de anchetă pentru furt calificat, nerespectarea regimului armelor și munițiilor și călcare de consemn, anchetă la care participă și SRI.
Poliția a instituit inițial 15 filtre pe drumurile naționale și județene, ulterior peste 30 de filtre în toată țara, în care au fost verificate mașinile din trafic. De asemenea, au fost verificate bagajele și persoanele suspecte din gări. Ulterior s-a dovedit că măsura n-a fost eficientă, deoarece spargerea era mai veche, putând fi efectuată cu până la două săptămâni în urmă.

### Destituiri
În urma furtului, au fost destituiți:
- G-ral-lt. Constantin Croitoru, șeful al Statului Major al Forțelor Aeriene (SMFA),
- Lt.-col. Maricel Popa, șeful Direcției Contrainformații și Siguranță Militară de la SMFA,
- Mr. George Uță, ofițer de contrainformații de la Brigadă,
- G-ral br. Costel Tătaru, șeful Resurse la SMFA,
- G-ral-lt. Marcu Pleșanu, șeful Serviciului Poliție Militară din Statul Major,
- Col. Constantin Pupăză, șeful secției Pază și Securitate în serviciul Poliției Militare din SMG,
- G-ral br. Ion Ungureanu, șeful Direcției Contrainformații și Siguranță Militară din cadrul SMG,
- G-ral br. Haralambie Oprea, comandantul de Brigadă,
- Col. Marian Cocioartă, șeful de stat major la Brigadă,
- Col. Ștefan Dumitrescu, șeful de operații la Brigadă,
- Lt. col. Cătălin Berheciu, comandantul de Batalion,
- Mr. Lucian Popa, șeful de stat major la Batalion,
- Mr. Ionel Cocoșatu, ofițerul cu operațiile din Batalionul tehnic,
- Plt.-maj. Alexandru Dinu, comandantul de pluton poliție militară,
- Sgt. Marius Tudorache, comandantul de pază,
- Cap. Cristian Radu și Nicolae Niță, care efectuau serviciul de pază.

### Suspecți
La aproximativ o săptămână după comiterea furtului ipoteza anchetatorilor este că acesta a fost comis de un fost angajat al depozitului, împreună cu un complice care a ajutat la transport și un alt complice, din interior, care a permis furtul.
În data de 12 februarie, în urma cercetărilor efectuate de Procuratura Militară (PM), Inspectoratul General al Poliției Române (IGPR), Serviciul Român de Informații (SRI) și Direcția Generală de Informații a Armatei (DGIA), au fost reținute șapte persoane: sgt.-maj. Ionuț Gagea, sgt. Marius Tudorache, cap. Ion Petrică - pentru furt calificat cu consecințe deosebit de grave și pentru călcare de consemn, cap. Marian Tudorache, cap. Marian Dinu, cap. Cristian Radu și sold. Nicușor Niță - pentru călcare de consemn. A doua zi, primii trei au fost arestați preventiv pe 29 de zile, fiind acuzați și de nerespectarea regimului armelor și munițiilor. Avocatul apărării a afirmat că de fapt nu există o evidență exactă a armelor din depozit și că învinuiții au fost reținuți doar în baza pericolului social pe care l-ar reprezenta infracțiunile de care aceștia sunt acuzați.

## Rezultate ale anchetei
Ancheta a fost efectuată de Direcția de Investigare a Infracțiunilor de Criminalitate Organizată și Terorism (DIICOT), mobilizând resurse mari. Potrivit unei adrese a IGPR „au fost angrenați în misiuni un număr de 76 010 polițiști, au fost organizate 22 098 filtre de circulație, au fost verificate 646 621 de persoane și s-au efectuat 14 799 de controale în locurile și mediile de interese operativ".
În decembrie 2009 au fost găsite 35 de arme dintre cele furate. Alte 15 arme (5 pistoale mitralieră AKM și alte 10 pistoale) au fost găsite în ianuarie 2011.
Procurorii DIICOT au stabilit că autorii furtului celor 62 de arme de foc sunt Eugen Preda, Marius Costea, Doru Tăbârcă, Marian Scarlat, Sandu George Chiriță și Nicolae Alexandru Iordan.
Ancheta a stabilit că armele urmau să fie folosite în cadrul traficului de droguri. În august 2009 au fost interceptate două transporturi de heroină, unul în Turcia, de 55 kg, iar celălalt în Bulgaria, de 75 kg, în valoare de 2,5 milioane de euro. S-a stabilit că cel care plătea marfa și contacta furnizorul din Turcia era Laurențiu George Dinu. Destinația drogurilor era Europa de Vest.
Prejudiciul stabilit pentru depozitul din Ciorogârla a fost de 34 500 de lei.

## Condamnări
La 8 iunie 2010 au fost trimiși în judecată Eugen Preda, Adrian Lucian Preda, Laurențiu George Dinu, Marius Costea, Marian Mincu, Doru Tăbârcă, Marian Scarlat, Sandu George Chiriță, Nicolae Alexandru Iordan, Liviu Iordan, Gigel Gheorghe, Alin Viorel Cîcă, Mihai Ștefan Zugravu, Adrian Ioan Marius Mustățea, Dan Vasile Sandu, Daniel Nicolae Stinghe și Ioan Vrânceanu, pentru constituirea unui grup infracțional organizat, furt calificat cu consecințe deosebit de grave, nerespectarea regimului armelor și munițiilor, trafic ilicit internațional de droguri de mare risc, trafic ilicit de droguri de mare risc, precum și pentru alte fapte.
Sergenții Marius Tudorache și Ionuț Nicolae Gagea, precum și caporalul Ion Petrică au fost condamnați la 13 ani de detenție la care instanța a aplicat un spor de doi ani în cazul primului și de un an la ceilalți doi. Caporalii Cristian Radu, Marian Tudorache și Marian Constantin Donciu, precum și soldatul Daniel Gugea au fost condamnați pentru încălcare de consemn la trei ani și patru luni, cu un spor de un an și opt luni. La fel, la trei ani și patru luni a fost condamnat și soldatul Nicușor Niță, însă cu un spor de doi ani. Soldatul Marian Dinu a fost condamnat tot la trei ani și patru luni, dar fără vreun spor de pedeapsă. Soldatul Ștefan Stoilă a fost condamnat la cinci ani de închisoare cu un spor de un an. Sergentul Valerică Gavrilă a fost condamnat la șase luni de închisoare cu suspendare, cu o perioadă de încercare de doi ani și jumătate. Toate condamnările cu executarea pedepsei au fost însoțite de degradarea celor găsiți vinovați, precum și de interzicerea anumitor drepturi pentru o perioadă de cinci ani.
Marius Tudorache, Ionuț Gagea și Ion Petrică au fost condamnați să plătească împreună suma de 50 552 de lei, reprezentând contravaloarea armelor și a celorlalte obiecte furate din depozitul unității din Ciorogârla, precum și 70 000 de lei cheltuieli de judecată. Ceilalți opt condamnați în acest dosar au de plătit drept cheltuieli de judecată câte 4500 de lei fiecare.
Decizia Tribunanului Militar București putea fi atacată cu recurs la Curtea Militară de Apel.
La 9 iulie 2012, Tribunalul București l-a condamnat la 15 ani de detenție pe sportivul Eugen Preda, judecat alături de alte 16 persoane în cazul armelor furate de la unitatea militară din Ciorogârla, găsite în urma conexiunilor cu cei 17 acuzați, implicați și în trafic cu stupefiante.
Tot la 15 ani de închisoare a fost condamnat și Laurențiu Dinu.
Câte 12 ani de detenție au primit Marius Costea, Doru Tăbârcă, Marian Scarlat, Sandu George Chiriță, iar nouă ani Adrian Mincu. Ulterior, Curtea de Apel București a redus condamnarea lui Eugen Preda la 12 ani, dar a menținut condamnările celorlalți inculpați. În final, Înalta Curte de Casație și Justiție a respins recursul inculpaților Eugen Preda, Adrian Mincu, Marius Costea, Doru Tabârca, Marian Scarlat, Sandu George Chiriță, George Laurențiu Dinu, Dan Vasile Sandu și Adrian Lucian Preda ca nefondat, iar pe cel al lui Ioan Vrânceanu ca inadmisibil, sentințele rămânând definitive. Instanța a dispus și confiscarea bunurilor sechestrate de către procurori: mașini de lux, telefoane mobile și aparatură electronică.
Într-un alt proces, la 28 septembrie 2011 Curtea Militară de Apel București i-a achitat, definitiv, pe militarii acuzați de dispariția armelor sustrase de la Ciorogârla, stabilind pedepse doar în cazul faptelor de călcare de consemn, cea mai mare fiind de trei ani de detenție cu executare. Pentru alți militari pedepsele pentru călcare de consemn au fost reduse de la cele inițiale, cuprinse între șase luni și 15 ani de închisoare, până la cel mult trei ani de închisoare cu executare.